# Justicia linearis
Justicia linearis là một loài thực vật có hoa trong họ Ô rô. Loài này được B.L. Rob. & Greenm. mô tả khoa học đầu tiên năm 1895.